# Petri korsfästelse (Michelangelo)
Petri korsfästelse är en freskmålning utförd av Michelangelo åren 1546–1550. Fresken, som är konstnärens sista, framställer aposteln Petrus martyrium. Petrus avrättades genom korsfästelse, men ville på egen begäran bli korsfäst med huvudet nedåt. Han ansåg sig inte vara värdig att korsfästas på samma sätt som Jesus Kristus.
Tidigare hade konstnärer i regel skildrat Petri korsfästelse när korset redan var rest, men Michelangelo avbildar i denna fresk själva resandet av korset.

## Detaljvyer

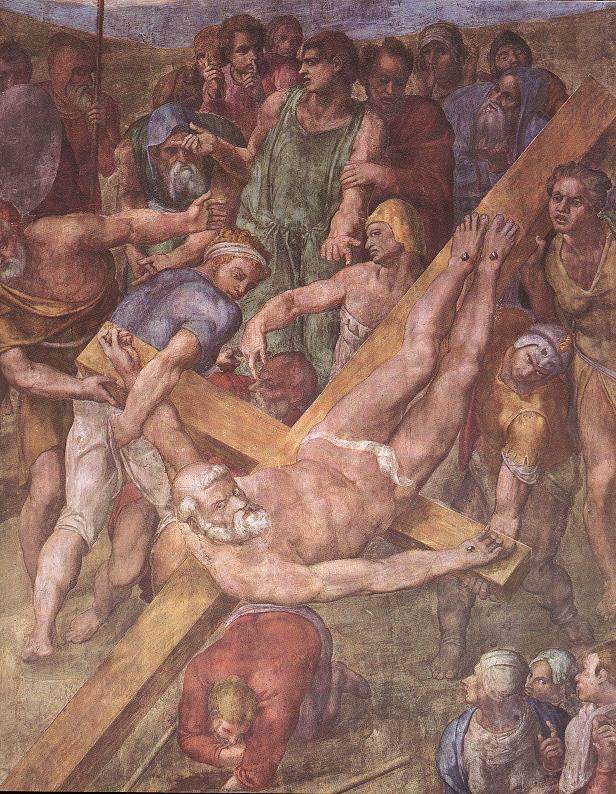
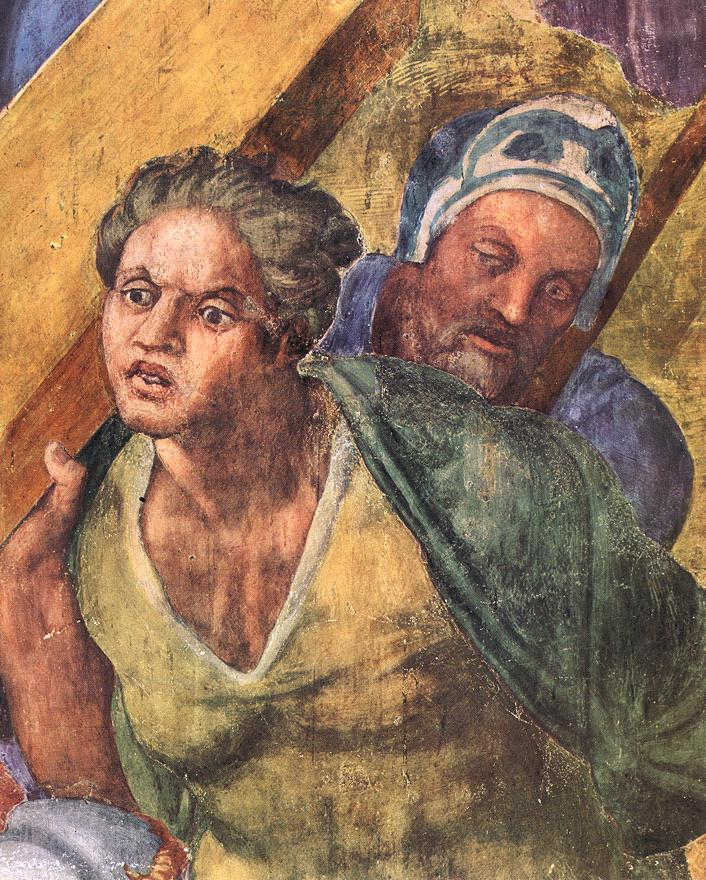
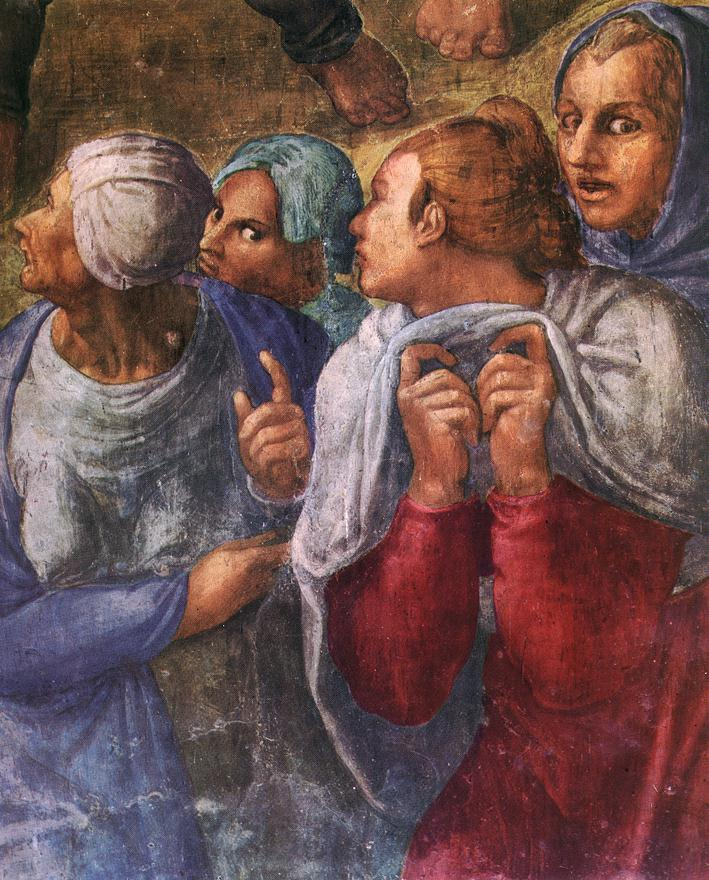